# Breckenridge Hills (Misuri)
Breckenridge Hills es una ciudad ubicada en el condado de San Luis en el estado estadounidense de Misuri. En el Censo de 2010 tenía una población de 4746 habitantes y una densidad poblacional de 2.267,87 personas por km².

## Geografía
Breckenridge Hills se encuentra ubicada en las coordenadas 38°42′57″N 90°22′6″O / 38.71583, -90.36833. Según la Oficina del Censo de los Estados Unidos, Breckenridge Hills tiene una superficie total de 2.09 km², de la cual 2.09 km² corresponden a tierra firme y (0%) 0 km² es agua.

## Demografía
Según el censo de 2010, había 4746 personas residiendo en Breckenridge Hills. La densidad de población era de 2.267,87 hab./km². De los 4746 habitantes, Breckenridge Hills estaba compuesto por el 53.52% blancos, el 32.7% eran afroamericanos, el 0.38% eran amerindios, el 0.61% eran asiáticos, el 0.13% eran isleños del Pacífico, el 8.87% eran de otras razas y el 3.79% pertenecían a dos o más razas. Del total de la población el 15.63% eran hispanos o latinos de cualquier raza.